# Robert D. Blue
Robert Donald Blue (Eagle Grove, Iowa, 24 de septiembre de 1898-13 de diciembre de 1989) fue un político estadounidense, miembro del Partido Republicano. Fue el 30.º gobernador de Iowa desde 1945 hasta 1949.